# VTB Arena
La VTB Arena (in russo ВТБ Арена?) è un impianto sportivo polivalente della città di Mosca, in Russia.